# Envols Mondaéro
Envols Mondaéro est une revue française consacrée à l’aviation.

## Généralités
Le premier numéro de la revue d’aviation Envols Mondaéro est daté du 20 juillet 1946. Initialement bimensuelle, son éditeur-directeur est Maurice Lavaux et son rédacteur en chef Jacques Marmain, ce dernier étant auteur d’article dans La revue aéronautique de juillet 1945 avant de devenir directeur de la publicité de la revue Aviation Magazine International,. Le propriétaire du titre est La Parisienne d'édition et de publicité à Paris.
La parution du titre sera dans l’ensemble assez chaotique. Publié initialement à un rythme bimensuel, un seul numéro est publié en septembre ainsi qu’en décembre 1946. En outre, l’exemplaire 14 porte la mention provisoirement mensuel. Quant à la politique tarifaire, son prix de vente était de 15 francs au numéro 1 pour finir à 25 francs.
Robert Leblanc est crédité du titre d’assistant de rédaction à partir du numéro 9 de la revue.
Un changement intervient dans la vie du périodique, l’éditeur devient Les Éditions Aéronautiques Internationales à la même adresse du 15, rue Taitbout, à Paris (9e). Si le rédacteur en chef demeure Jacques Marmain, l’éditeur-directeur est dorénavant Claude Le Guezec. Quant à Jacques Marmain, il disparaît de la liste des personnels crédités dès le numéro 15. L’ultime exemplaire daté de janvier-février 1948 porte le numéro 16.